# Oriastrum
Oriastrum Poepp., 1843 è un genere di piante angiosperme dicotiledoni della famiglia delle Asteraceae.

## Descrizione

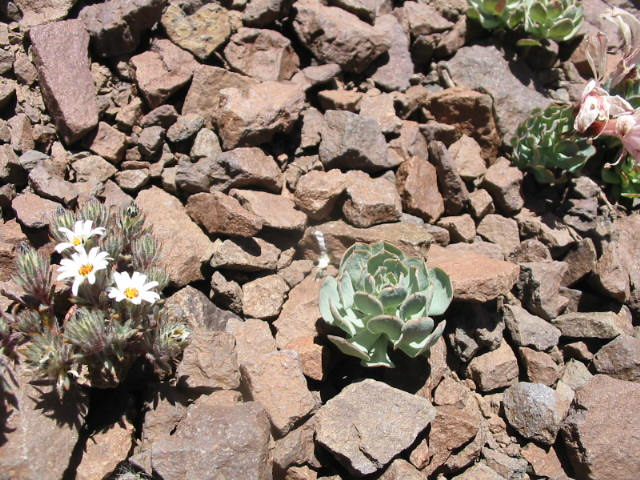
Il portamento
Oriastrum apiculatum

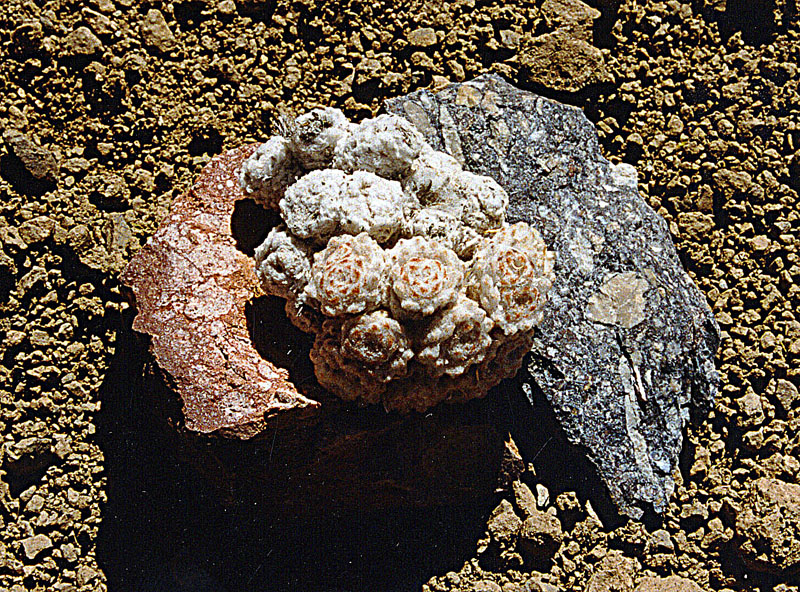
Le foglie
Oriastrum polymallum

Le specie di questa voce sono piante annuali o perenni con portamenti erbacei prostrati (nani) o subarbustivi. Sono presenti piante monoiche o ginodioiche. Sono inoltre presenti dei grappoli di gemme perennanti. Altezza massima 15 cm.
In genere sono presenti sia foglie basali che cauline. Le foglie lungo il caule sono disposte in modo opposto o alternato. Quelle basali spesso formano delle rosette a disposizione rosulata e decussata con base connata e apice mucronato. La forma delle lamine è lineare o spatolate o orbicolari con base dilatata e connata. Le foglie sono indistintamente picciolate.
Le infiorescenze sono composte da capolini da piccoli a medi, terminali solitari e sessili o raramente raccolti in 2 - 3 capolini per pianta. I capolini possono essere radiati oppure disciformi, eterogami (raramente omogami) e sono formati da un involucro a forma cilindrica o campanulata composto da brattee (o squame) all'interno delle quali un ricettacolo fa da base ai fiori di due tipi (più o meno): tubulosi e ligulati. Le brattee, simili a foglie, disposte su 1 - 3 serie in modo embricato sono di vario tipo e consistenza (in genere la parte basale è più spessa che poi si assottiglia verso l'alto) con apici maculati scuri o traslucidi. Il ricettacolo, glabro, a forma piatta, è nudo (senza pagliette).
I fiori sia quelli tubulosi che ligulati sono tetra-ciclici (ossia sono presenti 4 verticilli: calice – corolla – androceo – gineceo) e pentameri (ogni verticillo ha 5 elementi). I fiori sono ermafroditi, actinomorfi o zigomorfi e fertili. In genere i fiori del raggio (quelli periferici) dei capolini bisessuali sono femminili e disposti in modo più o meno uniseriale. I fiori del disco (quelli centrali), sono ermafroditi o femminili.
- Formula fiorale:

*/x K {\displaystyle \infty }, [C (5), A (5)], G 2 (infero), achenio
- Calice: i sepali del calice sono ridotti ad una coroncina di squame.
- Corolla: la corolla è formata da un tubo terminante in modo bilabiato. Il labbro esterno dei fiori periferici è allargato e con tre denti (raramente mancanti); quello interno ha due molto corti lobi. Il labbro esterno dei fiori del disco è solo leggermente più lungo di quello interno ed è tridentato; quello interno ha due corti lobi. I colori sono: bianco, giallo, raramente arancio o rosso.
- Androceo: gli stami sono 5 con filamenti liberi, glabri o papillosi e distinti, mentre le antere sono saldate in un manicotto (o tubo) circondante lo stilo. Le antere in genere hanno una forma sagittata con base caudata (arrotondata o acuta) e pubescente. Il polline normalmente è tricolporato a forma sferica (può essere microechinato).
- Gineceo: lo stilo è filiforme; gli stigmi dello stilo sono due divergenti, corti e papillosi. Manca il nodo basale dello stilo. L'ovario è infero uniloculare formato da 2 carpelli. L'ovulo è unico e anatropo.

I frutti sono degli acheni con pappo. La forma dell'achenio in genere è fusiforme o obovata o piriforme (raramente è obcompressa) con alcune coste longitudinali (a volte è distintamente angolata). Il pericarpo può essere di tipo parenchimatico, altrimenti è indurito (lignificato) radialmente; la superficie è setolosa o glabra. Il carpopodium ha delle forme anulari. Il pappo, formato da una o due serie di setole piumose, cigliate, deiscenti e piatte alla base, è direttamente inserito nel pericarpo o connato in un anello parenchimatico posto sulla parte apicale dell'achenio.

## Biologia
- Impollinazione: l'impollinazione avviene tramite insetti (impollinazione entomogama tramite farfalle diurne e notturne).
- Riproduzione: la fecondazione avviene fondamentalmente tramite l'impollinazione dei fiori (vedi sopra).
- Dispersione: i semi (gli acheni) cadendo a terra sono successivamente dispersi soprattutto da insetti tipo formiche (disseminazione mirmecoria). In questo tipo di piante avviene anche un altro tipo di dispersione: zoocoria. Infatti gli uncini delle brattee dell'involucro si agganciano ai peli degli animali di passaggio disperdendo così anche su lunghe distanze i semi della pianta.

## Distribuzione e habitat
Le specie di questo gruppo sono distribuite nell'America meridionale, costa del Pacifico e Ande.

## Tassonomia
La famiglia di appartenenza di questa voce (Asteraceae o Compositae, nomen conservandum) probabilmente originaria del Sud America, è la più numerosa del mondo vegetale, comprende oltre 23.000 specie distribuite su 1.535 generi, oppure 22.750 specie e 1.530 generi secondo altre fonti (una delle checklist più aggiornata elenca fino a 1.679 generi). La famiglia attualmente (2021) è divisa in 16 sottofamiglie.

### Filogenesi
La sottofamiglia Mutisioideae, nell'ambito delle Asteraceae occupa una posizione "basale" (si è evoluta precocemente rispetto al resto della famiglia) ed è molto vicina alla sottofamiglia Stifftioideae. La tribù Mutisieae con la tribù Nassauvieae formano due "gruppi fratelli" ed entrambe rappresentano il "core" della sottofamiglia.
Il genere Oriastrum è descritto all'interno della tribù Mutisieae (sottotribù Mutisiinae), raggruppamento che la classificazione tradizionale collocava all'interno della sottofamiglia Cichorioideae e che la moderna classificazione filogenetica ha ricollocato, ridisegnandone i confini, all'interno della sottofamiglia Mutisioideae.
Il genere Oriastrum, le cui specie in precedenza erano descritte all'interno del genere affine Chaetanthera, è composto da due sottogeneri: subgen. Oriastrum (a crescita diffusa e ramificazioni sciolte con foglie spesso decussate) e subgen. Egania (J.Rémy) AMR Davies (con portamento nano compatto con brevi steli ramificati e con foglie densamente ondulate o decussate).
Il numero cromosomico delle specie di questo genere è: 2n = 20.

### Elenco specie
Il genere comprende le seguenti 16 specie:
- Oriastrum acerosum (J.Rémy) Phil.
- Oriastrum achenohirsutum  (Tombesi) A.M.R.Davies
- Oriastrum apiculatum  (J.Rémy) A.M.R.Davies
- Oriastrum famatinae  A.M.R.Davies
- Oriastrum gnaphalioides  Wedd.
- Oriastrum lycopodioides  Wedd.
- Oriastrum minutum  (Phil.) Nicola, S.E.Freire & Ariza
- Oriastrum pentacaenoides  Phil.
- Oriastrum polymallum  Phil.
- Oriastrum pulvinatum  Phil.
- Oriastrum pusillum  Poepp. & Endl.
- Oriastrum revolutum  (Phil.) A.M.R.Davies
- Oriastrum stuebelii  (Hieron.) A.M.R.Davies
- Oriastrum tarapacensis  A.M.R.Davies
- Oriastrum tontalensis  A.M.R.Davies
- Oriastrum werdermannii  A.M.R.Davies

### Sinonimi
Questo genere ha 2 sinonimi:
- Aldunatea J.Rémy
- Egania  J.Rémy